# Frelserens Orden
Frelserens Orden (græsk: Τάγμα του Σωτήρος) er en græsk orden. Den blev oprettet som kongelig orden i 1829. Den har siden eksisteret under skiftende statsformer og regimer, som landets højeste orden. 

## Baggrund og udvikling
Frelserens Orden blev besluttet oprettet 31. juli 1829 og var tiltænkt som belønning for indsats i frihedskrigen. Ordenen er navngivet efter grækernes mirakuløse frelse fra det tyrkiske åg. Den blev først reelt set indstiftet af kong Otto 1. den 22. maj 1833. Regerende monark var ordensherre indtil Grækenland blev republik. Selv om ordenen blev lavet om til en statsorden i den græske republik, eksisterer den fortsat indenfor det græske kongehus.
Efter overgangen til republik er præsidenten stormester. Frelserens Orden rangerer foran Æresordenen, Føniksordenen og Velgørenhedens orden i det nuværende græske ordensvæsen.

## Inddeling
Frelserens Orden er inddelt i fem klasser:
- Storkors ('Μεγαλόσταυρος')
- Storofficer ('Ανώτερος Ταξιάρχης')
- Kommandør ('Ταξιάρχης')
- Guldkors ('Χρυσούς Σταυρός')
- Sølvkors ('Αργυρούς Σταυρός')

## Ordenstegn
Frelserens Orden har et ordenstegn som består af et malteserkors i hvid emalje, en krans af laurbær og eg mellem korsarmene. Oprindelig havde ordenstegnet kong Otto 1.s portræt som det centrale motiv i en medaljon lagt på et hvidemaljeret kors. Bagsiden af medaljonen bar et hvidt kors belagt med Bayerns våben, det hele mod blå baggrund. Kongens portræt bar omskriften Otto, hellenernes konge. Blåt og hvidt er farverne i det græske flag og nationalvåben. I 1863, da kong Otto forlod Grækenland og landet fik en dansk prins som ny konge, blev ordenstegnene ændret og kongens portræt taget bort. Midtmedaljonen fik nu en afbildning af Frelseren. Medaljonen er omgivet af et bord i blå emalje hvor indskriften "Η ΔΕΞΙΑ ΣΟΥ ΧΕΙΡ ΚΥΡΙΕ, ΔΕΔΟΞΑΣΤΑΙ ΕΝ ΙΣΧΥΙ" står. Indskriften betyder Din højre hånd, Herre, er majestætisk i styrke.  Bagsiden fik nu et rent hvidt græsk kors omgivet af omskriften "Η ΕΝ ΑΡΓΕΙ Δʹ ΕΘΝΙΚΗ ΤΩΝ ΕΛΛΗΝΩΝ ΣΥΝΕΛΕΥΣΙΣ ͵αωκθʹ" (Hellenernes fjerde nationalforsamling på Argos, 1929). I tiden Grækenland var et kongerige, havde ordenstegnet også en kongekrone. Denne er, efter overgangen til republik i 1975, fjernet fra insignierne. Fra 1984 er ordenstegnet ophængt i båndet i en krans af laurbær og eg.
Ordensstjernen har grupper af otte stråler. Den bærer medaljonen med portrættet af Kristus i midten. 
Ordensbåndet er lyst blåt og har smalle hvide kanter.

## Tildelinger
Ved oprettelsen var tanken at Frelserens Orden skulle belønne dem som havde kæmpet for grækernes frihed fra tyrkerne, samt filhellenister. Da ordenen blev oprettet kom også andre fortjenester i betragtning, særligt indenfor forsvaret og offentlig tjeneste. Ordenen kunne også tildeles udlændinge. Den første tildeling af storkors kong Otto 1. foretog i 1833, var til sin far, Ludvig 1. af Bayern.
Der blev i 1833 sat begrænsninger på antallet af tildelinger i hver klasse, ikke medregnet ordener tildelt medlemmer af kongehuset eller udlændinge. Efter disse begrænsninger kunne der kun tildeles 12 storkors, foretages 20 udnævnelser til storkommandør, 30 til kommandør og 120 til guldkors. Sølvkorset havde ingen begrænsninger på antal tildelinger.
Antallet af tildelinger steg særligt under den første og den anden Balkankrig. Efter at Grækenland gik over til republikansk statsform forbød grundloven af 1927 ordenstildelinger til græske borgere. Frem til 1935 blev Frelserens Orden derfor kun tildelt udlændinge. Ved genindføringen af monarkiet i 1935 blev tildeling til grækere genoptaget. Antallet af tilladte tildelinger blev gradvis øget eftersom årene gik, så at der i 1960 kunne foretages 20 tildelinger af storkors, 45 udnævnelser til storkommandør, 150 til kommandør, mens der kunne tildeles 450 guldkors til grækere. 
Fra 1975 er begrænsningerne på antallet af tildelinger i hver grad ophævet. Ordenen tildeles nu græske statsborgere som har udmærket sig i kamp for Grækenland eller som har ydet særlig samfundsnyttig indsats. Fra 1984 er det nedfældet i reglerne at ordenen også kan tildeles kvinder. Frelserens Orden kan også tildeles udenlandske statsborgere. Storkors tildeles hovedsagelig kun udenlandske statsoverhoveder.